# Valvola d'aspirazione
La valvola di aspirazione nei motori a combustione interna serve per immettere la miscela combustibile nel cilindro o carter pompa, per impedire che la miscela stessa ritorni indietro.

## Tipo
Le valvole d'aspirazione possono essere di diverso tipo a seconda del loro tipo di funzionamento:

### Valvole a differenza di pressione
Queste valvole funzionano semplicemente grazie alla differenza di pressione, quindi maggiore sarà la pressione e maggiore sarà l'apertura della valvola:
- Valvola lamellare, sistema più utilizzato sui motori a due tempi stradali

### Valvole a comando meccanico diretto
Valvole che tramite la rotazione di un organo principale del motore determinano l'apertura del condotto d'aspirazione:
- Valvola a disco rotante, sistema usato su alcuni motori a due tempi stradali o competitivi.
- Piston port, sistema usato su alcuni motori a due tempi stradali o competitivi.
- Valvola a fodero, sistema usato su alcuni motori a quattro tempi, applicabile anche a motori a due tempi unidirezionali.

### Valvole a funzionamento misto
Valvole che usano più combinazioni dei diversi sistemi:
- Hiro Induction System sistema misto tra una valvola piston port e valvola lamellare

### Valvole a comando meccanico remoto
Valvole che tramite la rotazione di un organo principale del motore e di sistemi di rinvio come aste, bilancieri alberi a camme, ecc determinano l'apertura del condotto d'aspirazione:
- Valvola a fungo, sistema più comune per i motori a quattro tempi, utilizzato anche per qualche motore a due tempi unidirezionale
- Bishop rotary valve (BRV) sistema simile alla valvola a fodero, costituita da un condotto cilindrico aperto ai due lati e chiuso al centro da una lamina inclinata, munito di due finestre laterali per la comunicazione con il cilindro, in modo da permettere l'uso di una sola valvola per aspirazione e scarico, tale valvola è posta direttamente sulla testata e ne costituisce la maggior parte della superficie.[1]

## Numero
Il numero delle valvole dipende dal tipo di valvola adoperata e dal tipo d'applicazione del motore, difatti si va da un minimo di una valvola (come nel caso di motori a piston port) fino a generalmente non più di tre valvole (come nei motori sportivi a quattro tempi con valvola a fungo).

## Dimensioni
Le valvole d'aspirazione a fungo nei motori aspirati sono generalmente più grandi rispetto alle valvole di scarico, per favorire un miglior riempimento del cilindro; nei motori sovralimentati hanno invece generalmente la stessa grandezza di quelle di scarico, data la minore necessità di favorire l'aspirazione del motore.
Nei modelli sportivi turbocompressi viene anche utilizzato un sistema a flussi incrociati, dove le valvole d'aspirazione sono posizionate in modo alternato con quelle di scarico.